# 比洛维多尼亚尔
比洛维多尼亚尔，是西班牙加泰罗尼亚赫罗纳省的一个市镇。总面积33平方公里，总人口2250人（2001年），人口密度68人/平方公里。